# Lípa u kostela Nejsvětější Trojice
Lípa u kostela Nejsvětější Trojice byl památný strom v Rokycanech. Lípa velkolistá (Tilia platyphyllos Scop.) rostla v městském parku v blízkosti kostela Nejsvětější Trojice v nadmořské výšce 364 m. Výška stromu dosahovala 35 m, šířka koruny 18 m, obvod kmene byl 377 cm (měřeno 2010). Lípa byla chráněna od 10. září 2010 jako součást kulturní památky, významná svým vzrůstem.
V červnu 2017 vlivem silného větru došlo k rozlomení stromu, zůstal stát pouze značně poškozený kmen s jednou kosterní větví, koruna ležela odlomena na zemi. Následně došlo k pokácení torza stromu z bezpečnostních důvodů. Městský úřad v Rokycanech, Odbor životního prostředí rozhodl, že torzo kmene nelze zachovat, předmět ochrany zanikl. Ochrana lípy byla zrušena 30. září 2017.

## Památné stromy v okolí
- Javor v plynárnách
- Lípy u demarkační čáry
- Rokycanský jinan